# James Baldwin
James Arthur Baldwin (2 tháng 8 năm 1924 - 1 tháng 12 năm 1987) là một tiểu thuyết gia, nhà viết kịch, nhà tiểu luận, nhà thơ và nhà hoạt động xã hội người Mỹ. Các bài tiểu luận của ông, được tập hợp lại trong Notes of a Native Son (1955), nghiên cứu về sự phức tạp của tình trạng phân biệt chủng tộc, tình dục và giai cấp trong xã hội phương Tây của Hoa Kỳ vào giữa thế kỷ XX. Một số bài luận của Baldwin có độ dài tương đương một cuốn sách, chẳng hạn như The Fire Next Time (1963), No Name in the Street (1972), và The Devil Finds Work (1976). Bản thảo chưa hoàn thành của ông, Remember This House, đã được mở rộng và chuyển thể sang điện ảnh - thành bộ phim tài liệu được đề cử giải Oscar I Am Not Your Negro (2016). Tiểu thuyết If Beale Street Could Talk của ông đã được chuyển thể thành bộ phim cùng tên đoạt giải Oscar năm 2018, do Barry Jenkins đạo diễn và sản xuất.
Các tiểu thuyết, truyện ngắn và vở kịch của Baldwin đã hư cấu hóa những câu hỏi và tình huống khó xử cá nhân cơ bản giữa những áp lực xã hội và tâm lý phức tạp thời đó. Các chủ đề về nam tính, tình dục, chủng tộc và giai cấp đan xen với nhau - tạo thành những câu chuyện phức tạp phản ánh một số phong trào chính trị lớn hướng tới sự thay đổi xã hội ở Mỹ vào giữa thế kỷ XX, chẳng hạn như phong trào dân quyền và phong trào giải phóng người đồng tính. Nhân vật chính của Baldwin thường là người Mỹ gốc Phi - những nhân vật đồng tính và song tính thường xuyên đóng vai trò chính trong các tác phẩm văn học của ông. Họ phải đối mặt với những trở ngại bên trong và bên ngoài trong quá trình tìm kiếm sự chấp nhận của xã hội và bản thân. Những điều này thể hiện nổi bật trong cuốn tiểu thuyết thứ hai của Baldwin, Căn phòng của Giovanni, được viết vào năm 1956, trước phong trào giải phóng người đồng tính.

## Đầu đời
James Arthur Baldwin là con của Emma Berdis Jones. Mẹ ông trước đó đã rời bỏ cha ruột của Baldwin vì lạm dụng ma túy. Xuất thân từ một cộng đồng nghèo khó trên Đảo Deal, Maryland, Jones chuyển đến Harlem và sinh ra Baldwin tại Bệnh viện Harlem ở New York. Jones kết hôn với một nhà thuyết giáo Baptist, David Baldwin, và có với ông tám người con từ năm 1927 đến năm 1943. Chồng bà có một cậu con trai từ cuộc hôn nhân trước, lớn hơn James 9 tuổi. Gia đình nghèo khó, và cha dượng của Baldwin, người mà ông thường gọi là cha trong các bài tiểu luận của mình, đối xử với ông khắc nghiệt hơn những đứa con khác. Trí thông minh, kết hợp với sự ngược đãi mà ông phải chịu đựng trong nhà của cha dượng, đã khiến Baldwin dành nhiều thời gian một mình trong thư viện.
Khi đến tuổi thiếu niên, Baldwin phát hiện bản thân có niềm niềm đam mê với viết lách. Các thầy giáo của ông coi ông là người có năng khiếu, và vào năm 1937, ở tuổi 13, ông đã viết bài báo đầu tiên của mình, có tựa đề "Harlem — Then and Now", được xuất bản trên tạp chí của trường, The Douglass Pilot.
Baldwin dành phần lớn thời gian chăm sóc cho các em trai và em gái của mình. Năm 10 tuổi, ông bị hai cảnh sát New York trêu chọc và lạm dụng - một ví dụ về hành vi quấy rối phân biệt chủng tộc của cảnh sát địa phương mà ông sẽ trải qua trong thời thiếu niên, và được đề cập đến trong các bài luận của ông sau này. Cha dượng của ông qua đời vì bệnh lao vào mùa hè năm 1943, vào ngày đứa con cuối cùng của ông được sinh ra, ngay trước khi Baldwin bước sang tuổi 19. Ngày tang lễ không chỉ là sinh nhật lần thứ 19 của Baldwin mà còn là ngày bạo loạn ở Harlem năm 1943, một sự kiện được mô tả ở phần đầu của tiểu luận "Notes of a Native Son".

### Giáo dục
Baldwin nói, "Tất nhiên tôi biết mình là người da đen, nhưng tôi cũng biết mình thông minh. Tôi không biết mình sẽ sử dụng trí óc như thế nào, hay thậm chí nếu có thể, nhưng đó là điều duy nhất tôi phải sử dụng. " Baldwin theo học trường P.S. 24 trên Phố 128, giữa Đại lộ số 5 và Đại lộ Madison ở Harlem, và viết bài hát cho trường - các bài hát của ông được sử dụng cho đến khi trường đóng cửa.
Như từng đề cập trong "Notes of a Native Son", khi mới 10 tuổi, Baldwin đã viết một vở kịch do một giáo viên ở trường của ông chỉ đạo. Nhận thấy tài năng và tiềm năng của ông, cô ngỏ ý muốn đưa ông đi diễn "thật". Điều này đã gây ra phản ứng dữ dội từ cha dượng của Baldwin, vì giáo viên này là người da trắng. Cuối cùng, mẹ của Baldwin đã phản đối cha ông, nói rằng "sẽ không hay ho gì nếu để một người phụ nữ tốt bụng như vậy thực hiện chuyến đi mà không có gì". Khi giáo viên đến đón, Baldwin nhận thấy rằng người cha dượng của mình đã tỏ vẻ đầy kinh tởm. Baldwin sau đó nhận ra rằng cuộc gặp gỡ này là một tình huống "chưa từng có và đáng sợ" đối với cha mẹ ông:
Rõ ràng là, trong cuộc phỏng vấn ngắn tại phòng khách của chúng tôi, cha tôi đang hành động trái với ý muốn của ông ấy, và rằng ông ấy đã từ chối nếu đủ dũng khí. Việc ông không dám hành động khiến tôi khinh thường ông. Tôi đã không thể nào biết rằng ông ấy đang phải đối mặt với một tình huống hoàn toàn đáng sợ và chưa từng có.
Baldwin học trung học cơ sở tại trường Frederick Douglass, nơi ông bị ảnh hưởng bởi nhà thơ Bá tước Cullen, một nhân vật hàng đầu trong thời kỳ Phục hưng Harlem, và được giáo viên toán khuyến khích làm biên tập viên cho tờ báo của trường, The Douglass Pilot. (Người tiền nhiệm với tư cách biên tập viên tại Frederick Douglass Junior High là Brock Peters, diễn viên và Bud Powell, nghệ sĩ piano jazz.)
Sau đó, ông theo học trường trung học DeWitt Clinton ở Bedford Park, Bronx. Tại đây, cùng với Richard Avedon, Baldwin làm việc cho tạp chí của trường với tư cách biên tập viên văn học - nhưng ông không thích trường học vì phải liên tục đối mặt với những lời miệt thị chủng tộc.

### Tôn giáo
Thời niên thiếu, Baldwin theo bóng cha dượng của mình vào đời tu. Những khó khăn trong cuộc sống - bao gồm cả sự ngược đãi của cha dượng - khiến Baldwin tìm kiếm sự an ủi nơi tôn giáo. Năm 14 tuổi, ông tham dự các buổi họp của Giáo hội Ngũ tuần và trong một buổi nhóm cầu nguyện, ông đã cải đạo và trở thành mục sư cấp dưới. Chẳng bao lâu, tại Hội nghị Ngũ tuần bên lò sưởi, ông đã thu hút được một đám đông lớn hơn so với những gì cha dượng đã làm vào thời của ông. Tuy nhiên, ở tuổi 17, Baldwin kết luận Cơ đốc giáo là dựa trên những tiền đề sai lầm, coi đó là đạo đức giả và phân biệt chủng tộc, và sau đó coi thời gian ngồi trên bục giảng như một cách để vượt qua những khủng hoảng cá nhân của mình. Ông rời bỏ nhà thờ, mặc dù cha dượng muốn ông trở thành một nhà thuyết giáo.
Baldwin từng đến thăm Elijah Muhammad, lãnh đạo của Quốc gia Hồi giáo, người đã hỏi về niềm tin tôn giáo của Baldwin. Ông trả lời, "Tôi đã rời nhà thờ cách đây 20 năm và không tham gia bất cứ tổ chức tôn giáo nào kể từ đó." Elijah hỏi: "Vậy niềm tin của ông bây giờ thì sao?" Baldwin giải thích, "Bây giờ ư? Chẳng có gì. Tôi là một nhà văn. Tôi thích làm mọi việc một mình."  Tuy nhiên, trải nghiệm tại nhà thờ đã định hình đáng kể thế giới quan và cách viết của ông. Trong bài báo The Fire Next Time, Baldwin phản ánh rằng "ở trên bục giảng giống như làm việc trong rạp hát; tôi ở phía sau hậu trường và biết được mọi thứ ảo tưởng đã hình thành như thế nào."
Baldwin cáo buộc Cơ đốc giáo đang củng cố chế độ nô lệ Mỹ - bằng cách xoa dịu nỗi đau của áp bức và trì hoãn sự cứu rỗi để chờ đợi một thế giới bên kia được hứa hẹn trước. Tuy nhiên, ông cũng ca ngợi tôn giáo vì đã truyền cảm hứng cho một số người Mỹ da đen chống lại áp bức. Ông từng viết, "Nếu ý tưởng về Chúa có ích lợi gì, thì đó là nó đã làm cho chúng ta trở nên lớn mạnh hơn, tự do và biết yêu thương hơn. Nếu Chúa không thể làm điều đó, đã đến lúc chúng ta loại bỏ Ngài." Baldwin công khai rằng bản thân là người không mang niềm tin tôn giáo.

### Làng Greenwich

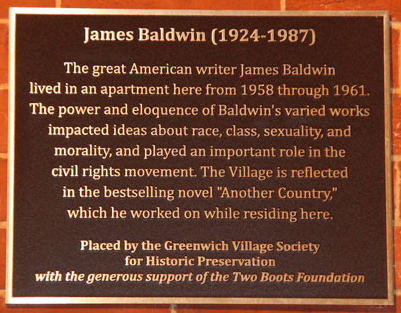
Historic Plaque được Hiệp hội Bảo tồn Di tích Lịch sử Làng Greenwich công bố tại số 81 Phố Horatio, nơi James Baldwin sống vào cuối những năm 1950 và đầu những năm 1960 - một trong những thời kỳ sung mãn và sáng tạo nhất của ông

Khi Baldwin 15 tuổi, người bạn thời trung học của ông, Emile Capouya, trốn học vào một ngày nọ và gặp Beauford Delaney, một họa sĩ theo trường phái hiện đại, ở làng Greenwich. Capouya cho Baldwin địa chỉ của Delaney và đề nghị ông ghé thăm. Baldwin - vào thời điểm đó đang làm việc sau giờ học tại một tiệm bán áo len trên phố Canal gần đấy - đã đến thăm Delaney tại số 181 phố Greene. Delaney trở thành người cố vấn cho Baldwin, và dưới ảnh hưởng của ông, Baldwin tin rằng người da đen như ông hoàn toàn có thể trở thành nghệ sĩ.
Trong khi làm những công việc lặt vặt, Baldwin viết truyện ngắn, tiểu luận và đánh giá sách, một số sau đó được thu thập trong tập Notes of a Native Son (1955). Ông kết bạn với nam diễn viên Marlon Brando vào năm 1944 - hai người là bạn cùng phòng trong một thời gian. Họ vẫn tiếp tục là bạn trong hơn hai mươi năm.

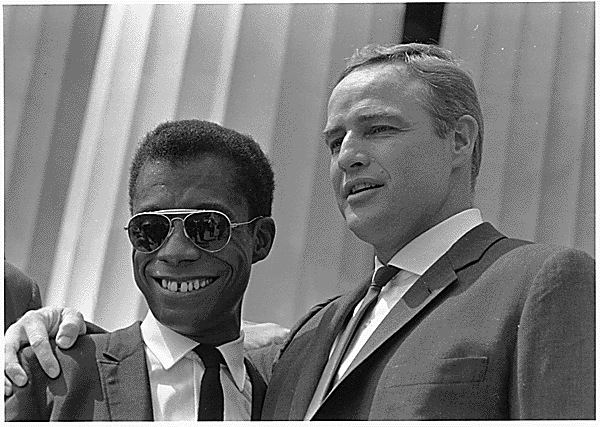
Baldwin và Marlon Brando tại Civil Rights March (1963)

## Di cư

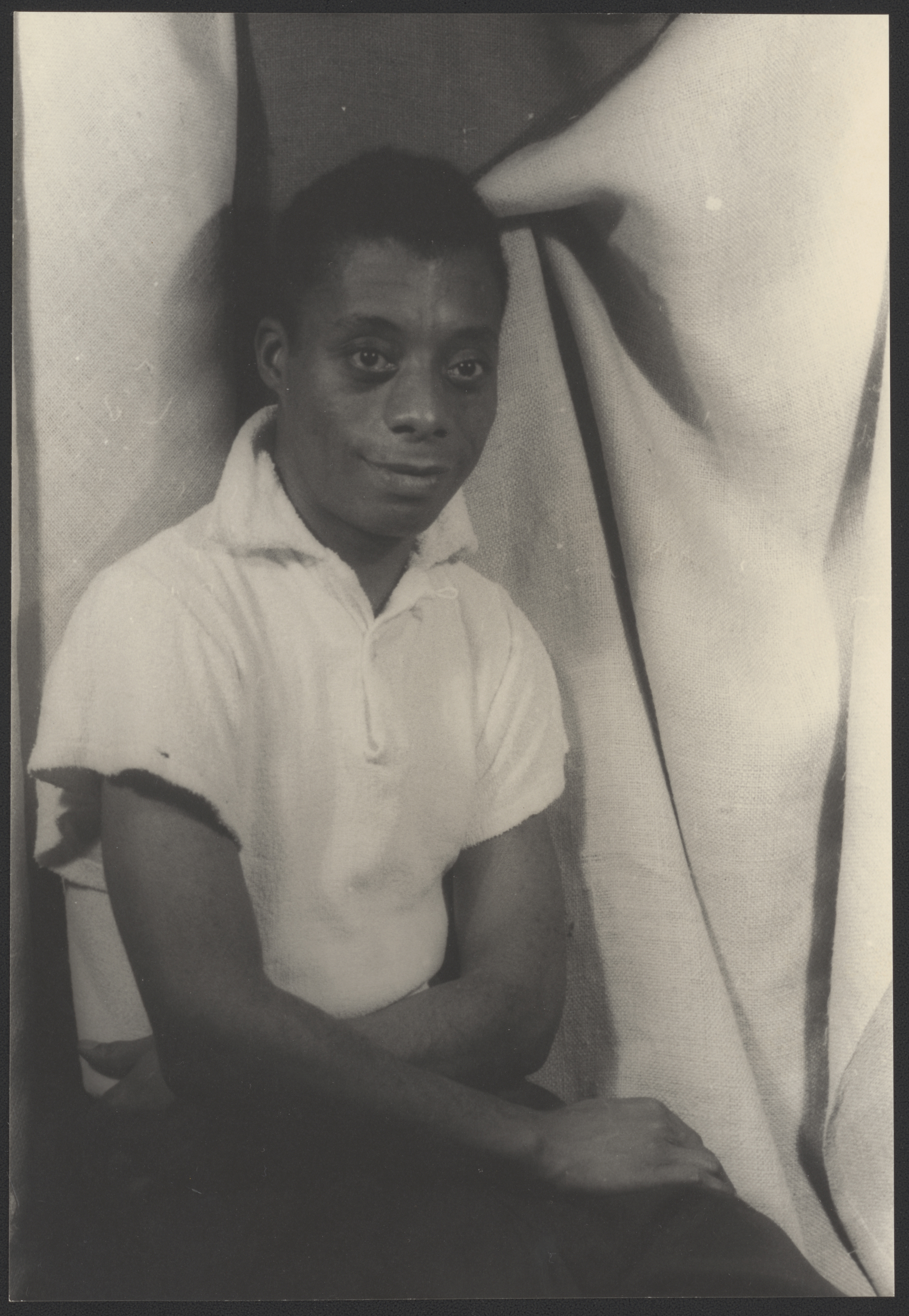
James Baldwin, chụp bởi Carl Van Vechten, 1955

Năm 1948 tại New Jersey, Baldwin bước vào một nhà hàng chỉ phục vụ người da trắng. Khi nhân viên phục vụ từ chối phục vụ ông, Baldwin đã ném một cốc nước vào người cô, cốc nước vỡ tan trên tấm gương phía sau quầy bar.
Cảm thấy vỡ mộng trước định kiến của người Mỹ đối với người da đen, cũng như muốn nhìn thấy bản thân và tác phẩm của mình vượt lên trên bối cảnh người Mỹ gốc Phi, ông rời Hoa Kỳ năm 24 tuổi để đến định cư ở Paris. Baldwin không muốn bị xem là "chỉ đơn thuần là một người da đen; hoặc, thậm chí, chỉ đơn thuần là một nhà văn da đen." Ông cũng hy vọng sẽ hòa nhập với môi trường tình dục của mình và thoát khỏi sự vô vọng mà nhiều thanh niên người Mỹ gốc Phi như ông đang phải gánh chịu khi đến New York.
Ở Paris, Baldwin sớm tham gia vào chủ nghĩa cực đoan văn hóa của phe Cánh tả. Ông bắt đầu xuất bản tác phẩm trong các tuyển tập văn học, nổi bật nhất là Zero - được biên tập bởi người bạn của ông là Themistocles Hoetis và xuất bản một số bài tiểu luận bởi Richard Wright.
Baldwin sống ở Pháp trong phần lớn cuộc đời sau này. Ông cũng đã có một thời gian ở Thụy Sĩ và Thổ Nhĩ Kỳ. Trong suốt cuộc đời của mình, cũng như kể từ khi ông qua đời, Baldwin không chỉ được xem như một nhà văn người Mỹ gốc Phi có ảnh hưởng - mà còn là một nhà văn di cư có ảnh hưởng, đặc biệt là vì có nhiều trải nghiệm bên ngoài nước Mỹ và tác động của những trải nghiệm này đối với cuộc đời và tác phẩm của ông.

### Saint-Paul-de-Vence

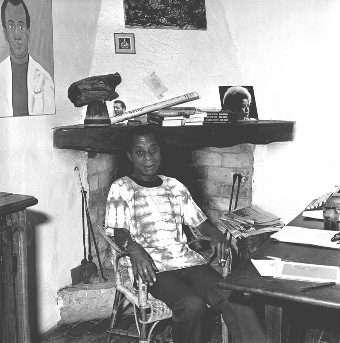
James Baldwin tại nhà ở Saint-Paul-de-Vence, Pháp

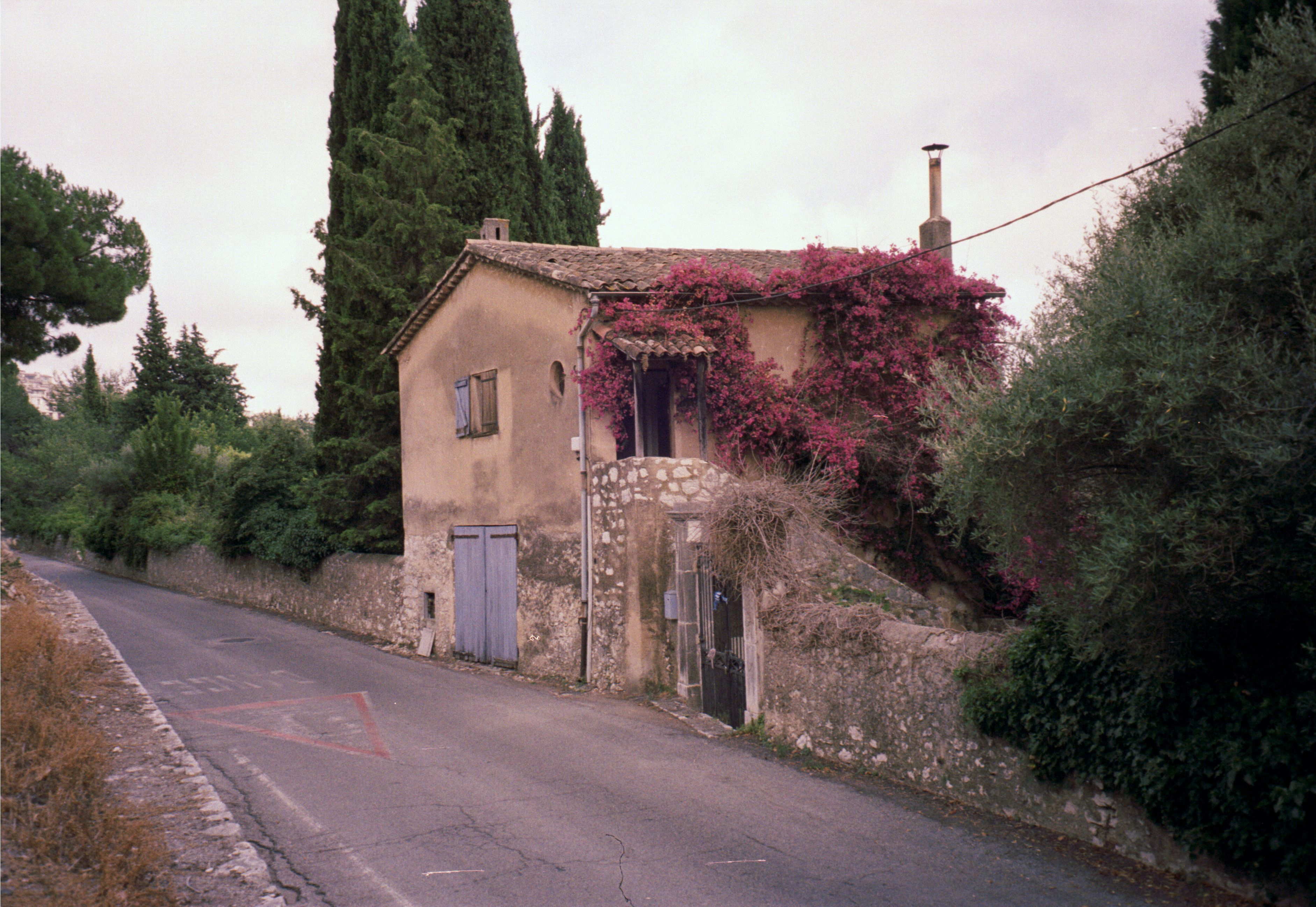
Ngôi nhà nơi James Baldwin sinh sống và qua đời tại Saint Paul de Vence, Pháp

Baldwin định cư tại Saint-Paul-de-Vence ở miền nam nước Pháp vào năm 1970, trong một ngôi nhà cổ vùng Provençal bên dưới thành lũy của ngôi làng. Ngôi nhà của ông luôn rộng mở cho những người bạn thường xuyên đến thăm trong các chuyến đi đến vùng Riviera của Pháp. Họa sĩ người Mỹ Beauford Delaney đã khiến ngôi nhà của Baldwin ở Saint-Paul-de-Vence trở thành ngôi nhà thứ hai của mình, ông thường dựng giá vẽ của mình trong vườn. Delaney đã vẽ một số bức chân dung của Baldwin. Fred Nall Hollis cũng kết bạn với Baldwin trong thời gian này. Diễn viên Harry Belafonte và Sidney Poitier cũng là khách quen của nhà.

Nhiều người bạn là nhạc sĩ của Baldwin đã ghé thăm trong Lễ hội Jazz à Juan và Nice Jazz. Họ bao gồm Nina Simone, Josephine Baker (có chị gái sống ở Nice), Miles Davis và Ray Charles. Trong cuốn tự truyện của mình, Miles Davis đã viết:
Tôi đã đọc sách của anh và yêu thích - cũng như tôn trọng - những gì anh ấy viết. Khi tôi biết Jimmy, chúng tôi đã cởi mở với nhau và trở thành những người bạn tuyệt vời thực sự. Mỗi lần tôi đến miền nam nước Pháp để chơi Antibes, tôi luôn dành một hoặc hai ngày đến nhà Jimmy ở St. Paul de Vence. Chúng tôi chỉ ngồi đó trong ngôi nhà to đẹp tuyệt vời của anh ấy, để nghe anh kể cho chúng tôi đủ thứ chuyện, đùa giỡn với chúng tôi.... Anh ấy là một người đàn ông tuyệt vời.
Baldwin học nói tiếng Pháp và phát triển tình bạn với nam diễn viên người Pháp Yves Montand và nhà văn Pháp Marguerite Yourcenar, người đã dịch vở kịch The Amen Corner của Baldwin sang tiếng Pháp.
Những năm Baldwin ở Saint-Paul-de-Vence cũng là những năm ông làm việc. Ngồi trước chiếc máy đánh chữ của mình, ông dành cả ngày để viết và trả lời một lượng lớn thư mà ông nhận được từ khắp nơi trên thế giới. Ông đã viết một số tác phẩm cuối cùng của mình trong ngôi nhà ở Saint-Paul-de-Vence, bao gồm Just Above My Head vào năm 1979 và Evidence of Things Not Seen vào năm 1985. Cũng chính tại ngôi nhà ở Saint-Paul-de-Vence mà Baldwin viết "Thư ngỏ gửi chị gái tôi, Angela Y. Davis" vào tháng 11 năm 1970.
Sau cái chết của Baldwin vào năm 1987, một "cuộc chiến" tại tòa án đã nảy sinh về quyền sở hữu ngôi nhà của ông. Baldwin đang trong quá trình mua nhà từ bà chủ của ông, Mlle. Jeanne Faure. Vào thời điểm ông qua đời, Baldwin không có toàn quyền sở hữu ngôi nhà, mặc dù nó vẫn là của Mlle. Ý định của Faure là ngôi nhà sẽ thuộc về gia đình bà. Nhà của ông, có biệt danh là "Chez Baldwin", từng là trung tâm nghiên cứu học thuật, hoạt động nghệ thuật và chính trị. Bảo tàng Quốc gia về Lịch sử và Văn hóa của Người Mỹ gốc Phi có một cuộc triển lãm trực tuyến mang tên "Chez Baldwin" sử dụng ngôi nhà lịch sử ở Pháp của ông như một lăng kính để khám phá cuộc đời và di sản của ông. Cuốn sách năm 2018 của Magdalena J. Zaborowska, Me and My House: James Baldwin's Last Decade in France, sử dụng các bức ảnh về ngôi nhà và bộ sưu tập của ông để thảo luận về các chủ đề chính trị, chủng tộc, kỳ bí và thuần chủng.
Trong những năm qua, một số nỗ lực đã được khởi xướng để cứu ngôi nhà và chuyển nó thành nơi cư trú của nghệ sĩ. Vào tháng 2 năm 2016, Le Monde đã đăng một bài viết về ý kiến của Thomas Chatterton Williams, một nhà văn người Mỹ da đen xa xứ đương thời ở Pháp - điều này đã thúc đẩy một nhóm các nhà hoạt động đến với nhau ở Paris. Vào tháng 6 năm 2016, nhà văn và nhà hoạt động người Mỹ Shannon Cain đã ngồi xổm tại nhà trong 10 ngày để thể hiện sự phản đối về chính trị và nghệ thuật. Les Amis de la Maison Baldwin Lưu trữ ngày 12 tháng 9 năm 2020 tại Wayback Machine, một tổ chức của Pháp có mục tiêu ban đầu là mua ngôi nhà bằng cách phát động chiến dịch gọi vốn do khu vực từ thiện của Hoa Kỳ tài trợ, đã phát triển nhờ nỗ lực này. Chiến dịch này đã không thành công nếu không có sự hỗ trợ của Baldwin Estate. Thị trưởng của Saint-Paul-de-Vence, Joseph Le Chapelain, đã bác bỏ những nỗ lực nhằm thu hút sự tham gia của chính phủ Pháp trong việc bảo tồn tài sản. Việc xây dựng được hoàn thành vào năm 2019 trên khu chung cư hiện là nơi Chez Baldwin từng sinh sống.

## Sự nghiệp văn học
Tác phẩm xuất bản đầu tiên của Baldwin, một bài phê bình về nhà văn Maxim Gorky, xuất bản trên tờ The Nation vào năm 1947. Ông tiếp tục xuất bản trên tạp chí đó vào nhiều thời điểm khác nhau trong sự nghiệp của mình, và phục vụ trong ban biên tập cho đến khi ông qua đời vào năm 1987.

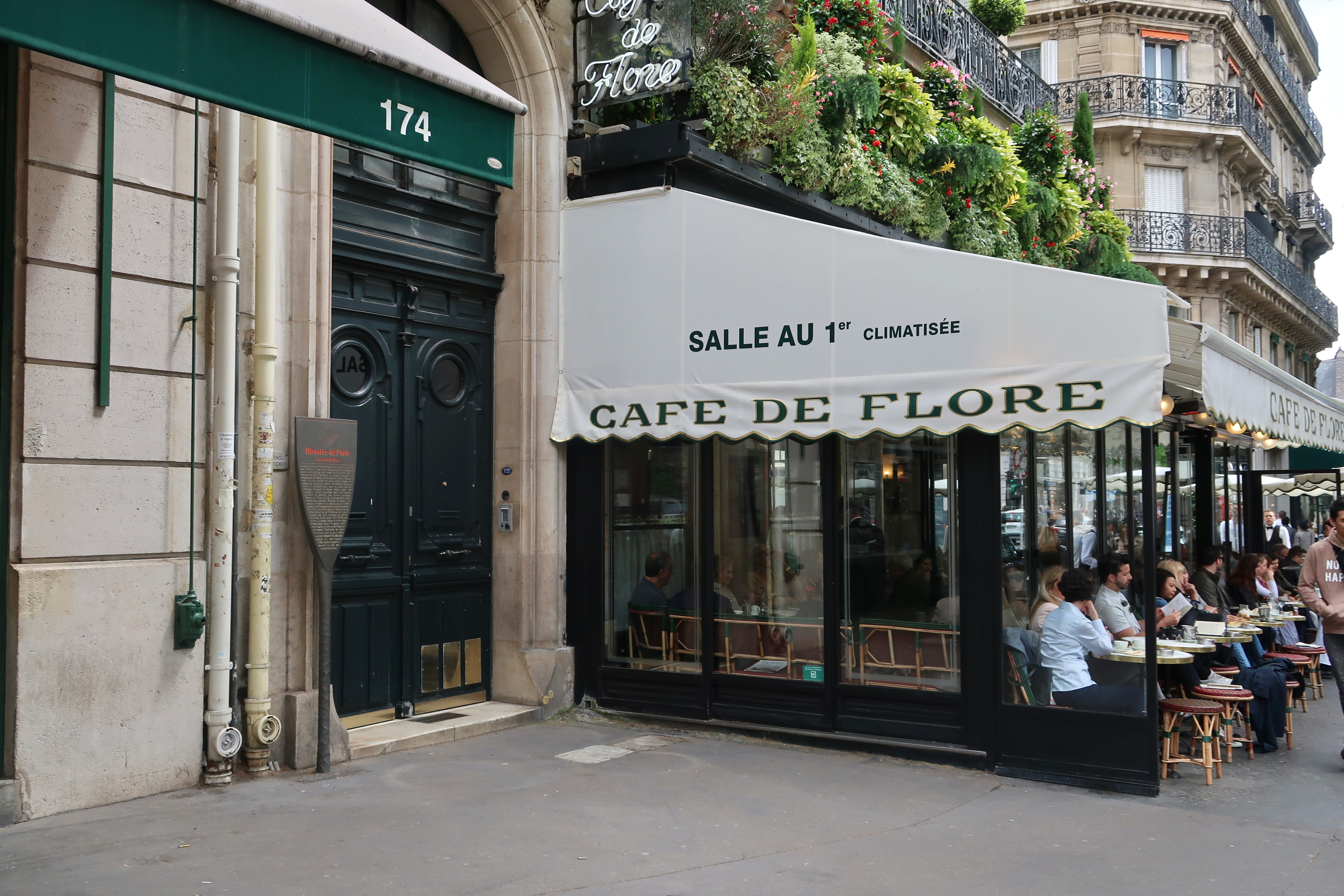
Café de Flore, đại lộ Saint-Germain, Paris, 05/2019 – Tại đây trong căn phòng lớn có hệ thống sưởi ở tầng trên (SALLE AU 1^{er} – CLIMATISÉE) nơi Baldwin đã lên ý tưởng cho cuốn tiểu thuyết đầu tay Go Tell It on the Mountain (1953) vào năm 1952.

### Thập niên 1950
Năm 1953, tiểu thuyết đầu tay của Baldwin, Go Tell It on the Mountain, một bildungsroman bán tự truyện được xuất bản. Ông bắt đầu viết tác phẩm này từ khi mới mười bảy tuổi và xuất bản lần đầu ở Paris. Bộ sưu tập tiểu luận đầu tiên của ông, Notes of a Native Son ra đời hai năm sau đó. Ông tiếp tục thử nghiệm với các loại hình văn học trong suốt sự nghiệp của mình, xuất bản thơ, kịch, tiểu thuyết và tiểu luận.
Tiểu thuyết thứ hai của Baldwin, Giovanni's Room, đã gây ra tranh cãi lớn khi được xuất bản lần đầu tiên vào năm 1956 do nội dung về chủ đề đồng tính luyến ái. Baldwin một lần nữa chống lại các nhãn hiệu khi xuất bản tác phẩm này. Ngược lại với kỳ vọng của công chúng rằng ông sẽ xuất bản các tác phẩm đề cập đến trải nghiệm của người Mỹ gốc Phi, Giovanni's Room chủ yếu nói về các nhân vật da trắng.

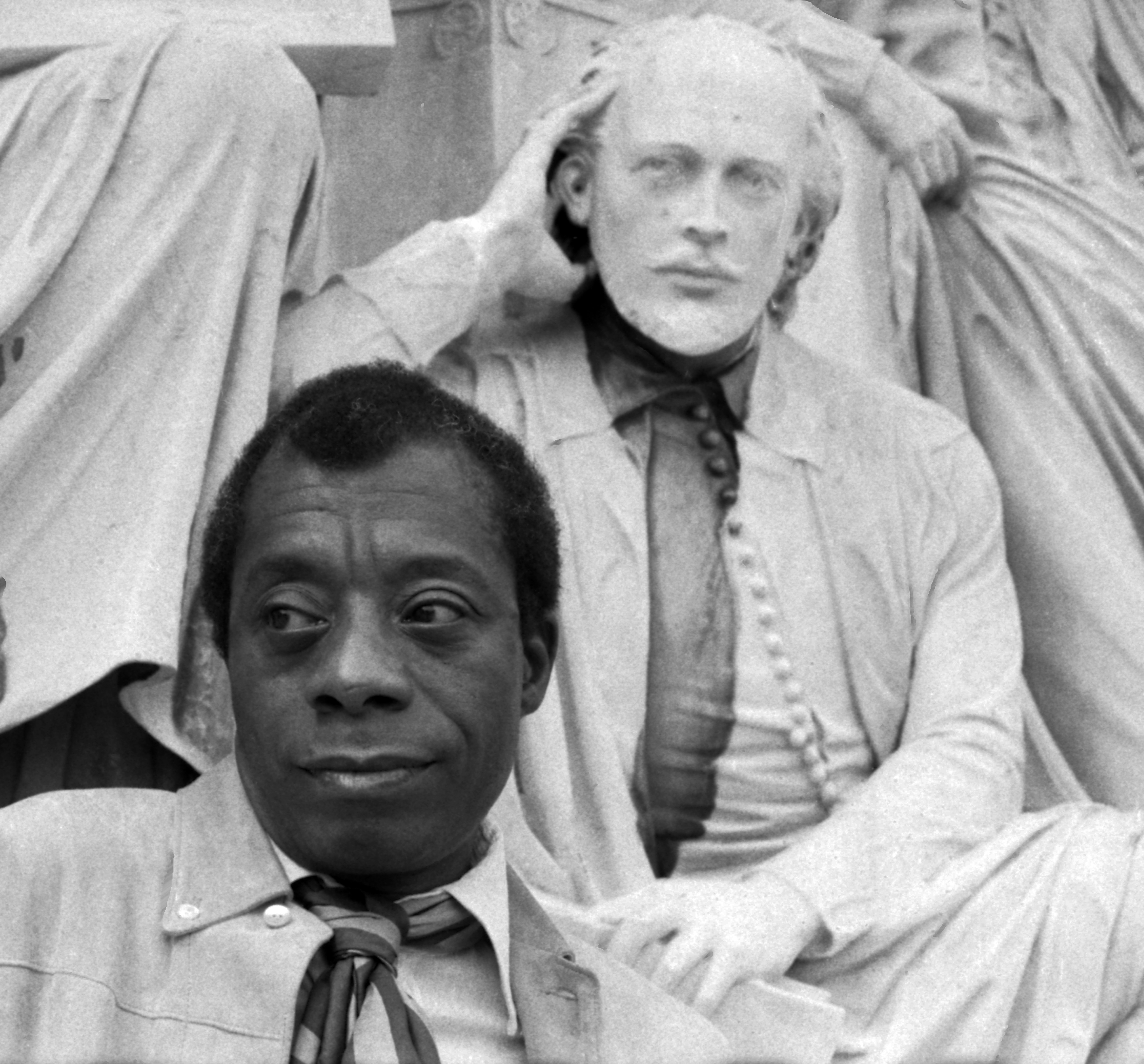
Baldwin - chụp bởi Allan Warren

### Thập niên 1960
Tiểu thuyết thứ ba và thứ tư của Baldwin, Another Country (1962) và Tell Me How Long the Train's Been Gone (1968) đề cập đến các nhân vật da đen và da trắng, cũng như các nhân vật dị tính, đồng tính và lưỡng tính..
Bài luận dài của Baldwin "Down at the Cross" (thường được gọi là The Fire Next Time theo tên sách xuất bản năm 1963) cũng cho thấy sự bất mãn sôi sục của những năm 1960. Bài luận ban đầu được xuất bản trong hai số báo của The New Yorker, và đưa Baldwin lên bìa tạp chí Time vào năm 1963 - khi ông đang lưu diễn ở miền Nam để phát biểu về Phong trào Dân quyền phản kháng. Vào khoảng thời gian xuất bản cuốn The Fire Next Time, Baldwin đã trở thành người phát ngôn nổi tiếng về quyền công dân, được chú ý vì đã ủng hộ sự nghiệp của người Mỹ da đen. Ông thường xuyên xuất hiện trên truyền hình và có các bài phát biểu trong khuôn viên trường đại học. Bài luận nói về mối quan hệ không mấy êm đẹp giữa Cơ đốc giáo và phong trào Hồi giáo da đen đang phát triển mạnh mẽ. Sau khi xuất bản, một số người theo chủ nghĩa dân tộc Da đen đã chỉ trích Baldwin vì thái độ hòa giải của ông. Họ đặt câu hỏi liệu thông điệp về tình yêu và sự hiểu biết của ông có làm thay đổi đáng kể mối quan hệ chủng tộc ở Mỹ hay không. Cuốn sách nhận được sự yêu thích của những người da trắng đang tìm kiếm lời giải cho câu hỏi: Người Mỹ da đen thực sự muốn gì? Các bài tiểu luận của Baldwin không ngừng thể hiện sự tức giận và thất vọng của những người Mỹ da đen ngoài đời thực - một cách rõ ràng và phong cách hơn bất kỳ nhà văn nào khác trong thế hệ của ông.

### Thập niên 1970 và 1980
Bài luận dài tiếp theo của Baldwin, No Name in the Street (1972), bàn luận về trải nghiệm của bản thân trong bối cảnh những năm 1960 sau đó, đặc biệt là các vụ ám sát ba người bạn thân của ông: Medgar Evers, Malcolm X và Martin Luther King, Jr.
Các tác phẩm của Baldwin trong thời gian này phần lớn không nhận được sự đánh giá cao từ giới phê bình, ngay cả khi những gì ông viết đang bắt đầu nhận được sự chú ý. Một số bài luận và cuộc phỏng vấn của ông vào những năm 1980 thảo luận về đề tài đồng tính và kỳ thị đồng tính một cách nhiệt thành và thẳng thắn. Những lời chỉ trích gay gắt của Eldridge Cleaver đối với Baldwin trong Soul on Ice và việc Baldwin trở về miền nam nước Pháp đã góp phần cho thấy ông đang dần mất đi mối liên hệ với độc giả. Luôn luôn hành động theo niềm tin của chính mình hơn là theo thị hiếu của người khác, Baldwin tiếp tục viết những gì ông muốn viết. Vì từng là tiếng nói văn học hàng đầu trong phong trào dân quyền, ông trở thành một nhân vật truyền cảm hứng cho phong trào đòi quyền lợi cho người đồng tính đang trỗi dậy. Hai tiểu thuyết ông viết vào những năm 1970, If Beale Street Could Talk (1974) và Just Above My Head (1979), nhấn mạnh tầm quan trọng của các gia đình người Mỹ da đen. Ông kết thúc sự nghiệp của mình bằng tập thơ Jimmy's Blues (1983) và một bài luận dài khác, The Evidence of Things Not Seen (1985), lấy cảm hứng từ những vụ giết hại trẻ em ở Atlanta vào đầu những năm 1980. Baldwin cũng giành được nhiều Học bổng cho MacDowell.

## Hoạt động xã hội & chính trị

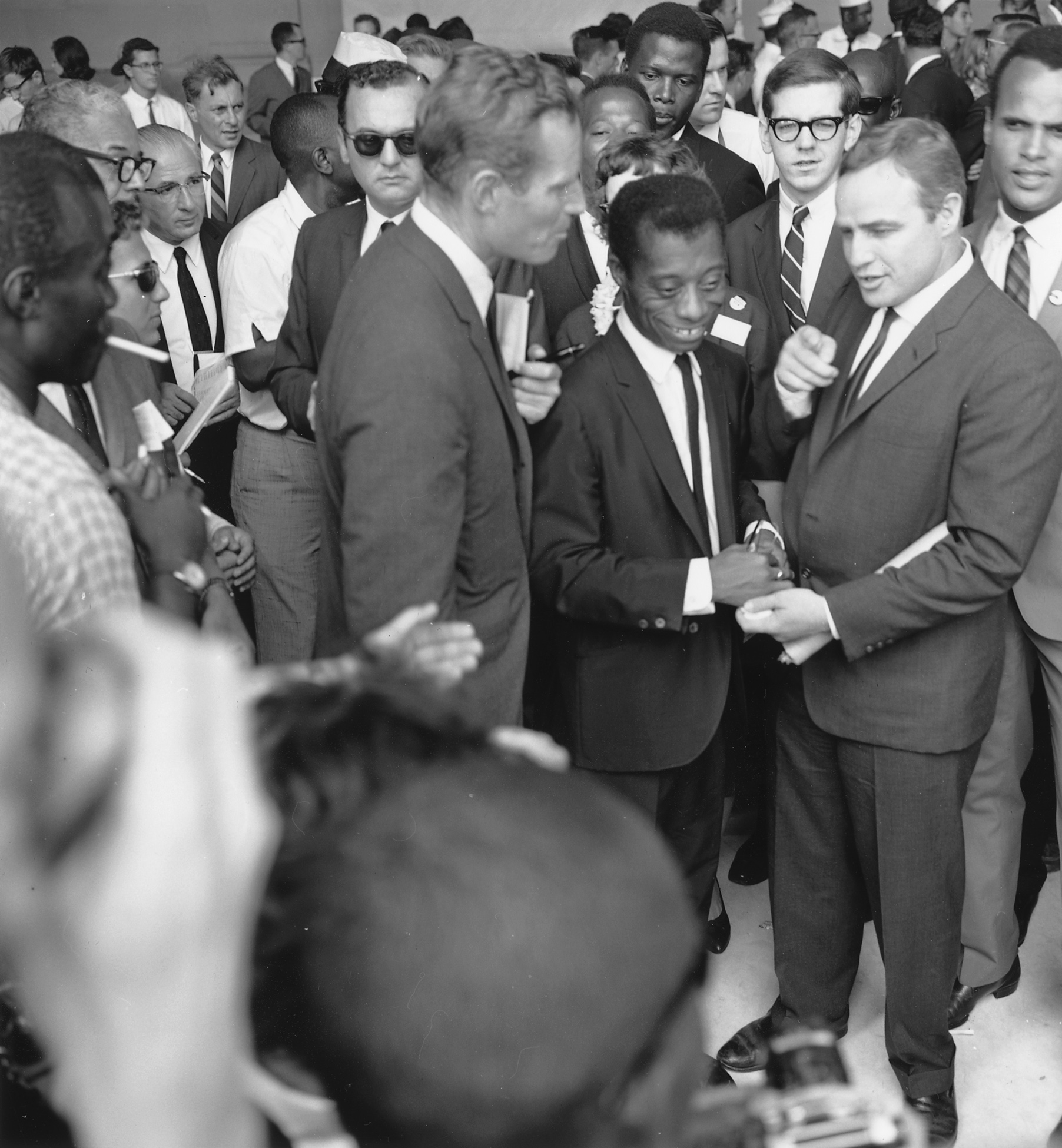
Baldwin (tay phải tính từ giữa) cùng các diễn viên Hollywood Charlton Heston (trái) và Marlon Brando (phải) tại cuộc diễu hành Washington for Jobs and Freedom vào tháng 3 năm 1963. Sidney Poitier (phía sau) và Harry Belafonte (bên phải Brando) cũng có mặt trong đám đông.

Baldwin trở lại Hoa Kỳ vào mùa hè năm 1957 - khi luật dân quyền năm đó đang được tranh luận tại Quốc hội. Ông bị xúc động mạnh mẽ bởi hình ảnh một cô gái trẻ, Dorothy Counts, dũng cảm đối mặt với một đám đông trong nỗ lực tách biệt các trường học ở Charlotte, Bắc Carolina. Biên tập viên Philip Rahv của Partisan Review đề nghị ông báo cáo về những gì đang xảy ra ở miền Nam nước Mỹ. Baldwin rất lo lắng về chuyến đi, nhưng ông đã lên đường phỏng vấn những người ở Charlotte (nơi ông gặp Martin Luther King Jr.), và tại Montgomery, Alabama. Kết quả của chuyến đi là sự ra đời của hai bài luận, một bài được đăng trên tạp chí Harper's ("The Hard Kind of Courage"), bài còn lại trên tạp chí Partisan Review ("Nobody Knows My Name"). Các bài báo tiếp theo của Baldwin về phong trào đã xuất hiện trên Mademoiselle, Harper's, The New York Times Magazine và The New Yorker. Năm 1962, The New Yorker xuất bản bài tiểu luận "Down at the Cross". Cùng với một bài luận ngắn hơn từ The Progressive, bài luận đã trở thành The Fire Next Time.:94–99, 155–56
Trong khi viết về phong trào này, Baldwin đã liên hệ bản thân với các lý tưởng của Đại hội Bình đẳng chủng tộc (CORE) và Ủy ban Điều phối Bất bạo động dành cho Sinh viên (SNCC). Việc tham gia CORE đã cho ông cơ hội đi khắp miền Nam nước Mỹ để diễn thuyết quan điểm của mình về bất bình đẳng chủng tộc. Những hiểu biết của ông về cả miền Bắc và miền Nam đã cho Baldwin một góc nhìn độc đáo về các vấn đề chủng tộc mà Hoa Kỳ đang phải đối mặt.

Năm 1963, ông thực hiện một chuyến lưu diễn về miền Nam cho CORE, đi đến Durham và Greensboro ở Bắc Carolina, và New Orleans. Trong chuyến đi, ông diễn thuyết cho sinh viên, những người theo chủ nghĩa tự do da trắng, và bất kỳ ai khác nghe về tư tưởng chủng tộc của mình, một lập trường tư tưởng giữa "cách tiếp cận bạo động" của Malcolm X và chương trình bất bạo động của Martin Luther King, Jr. Baldwin bày tỏ hy vọng rằng chủ nghĩa xã hội sẽ bén rễ ở Hoa Kỳ.
"Trong mọi trường hợp, chắc chắn rằng sự ngu dốt, kết hợp với quyền lực, sẽ trở thành kẻ thù đáng sợ nhất của công lý." - James Baldwin
Mùa xuân năm 1963, báo chí chính thống bắt đầu chú ý đến những phân tích gay gắt của Baldwin về nạn phân biệt chủng tộc da trắng và những mô tả hùng hồn của ông về nỗi đau và sự thất vọng của người da đen. Trên thực tế, Time đã đưa Baldwin lên trang bìa số ngày 17 tháng 5 năm 1963. "Không có một nhà văn nào khác", tờ báo nhận xét, "có thể diễn tả với sự chua xót và mòn mỏi như vậy những thực tế đen tối của vấn nạn chủng tộc ở Bắc và Nam.":175
Trong một bức điện tín mà Baldwin gửi cho Tổng chưởng lý Robert F. Kennedy trong cuộc khủng hoảng Birmingham, Alabama, Baldwin đã đổ lỗi bạo lực ở Birmingham cho FBI, J. Edgar Hoover, Thượng nghị sĩ bang Mississippi James Eastland và Tổng thống Kennedy vì đã không sử dụng "uy tín văn phòng của mình để chia sẻ về đạo đức. " Tổng chưởng lý Kennedy đã mời Baldwin gặp ông vào bữa sáng. Cuộc gặp gỡ này được đề cập trong vở kịch năm 1999 của Howard Simon, James Baldwin: A Soul on Fire. Phái đoàn bao gồm nhà tâm lý học Kenneth B. Clark, người đã đóng một vai trò quan trọng trong quyết định kiện Hội đồng Giáo dục của Brown; diễn viên Harry Belafonte, ca sĩ Lena Horne, nhà văn Lorraine Hansberry, cùng các nhà hoạt động từ các tổ chức dân quyền.:176–80 Mặc dù hầu hết những người tham dự cuộc họp này đều cảm thấy thất vọng, cuộc họp đã góp phần quan trọng trong việc nói lên những lo ngại của phong trào dân quyền, cũng như cho thấy dân quyền không chỉ là chuyện chính trị - mà còn là vấn đề đạo đức.
Hồ sơ FBI của James Baldwin chứa 1.884 trang tài liệu, được thu thập từ năm 1960 cho đến đầu những năm 1970. Trong thời kỳ giám sát các nhà văn Mỹ đó, FBI đã tích lũy được 276 trang về Richard Wright, 110 trang về Truman Capote và chỉ chín trang về Henry Miller.
Baldwin cũng xuất hiện nổi bật tại sự kiện Tháng Ba ở Washington vì Việc làm và Tự do vào ngày 28 tháng 8 năm 1963, cùng Belafonte và những người bạn lâu năm Sidney Poitier và Marlon Brando.
Xu hướng tính dục của Baldwin đã dẫn tới những mâu thuẫn với hoạt động của ông. Phong trào dân quyền tỏ ra thù địch với những người đồng tính luyến ái. Những người đồng tính nam duy nhất trong phong trào là James Baldwin và Bayard Rustin. Rustin và King rất thân thiết, vì Rustin đã nhận được tín nhiệm cho sự thành công của March on Washington. Nhiều người đã cảm thấy khó chịu vì xu hướng tính dục của Rustin. Bản thân King đã nói về chủ đề khuynh hướng tình dục trong một chuyên mục xã luận của trường trong suốt những năm học đại học, và để trả lời một bức thư trong thập niên 1950. Cố vấn chính của King, Stanley Levison, cũng tuyên bố rằng Baldwin và Rustin "có đủ điều kiện để lãnh đạo phong trào đồng tính luyến ái hơn là phong trào dân quyền". Áp lực sau đó khiến King xa cách với cả hai người. Bất chấp những nỗ lực to lớn của mình trong phong trào, Baldwin đã bị loại khỏi vòng trong của phong trào dân quyền và không được mời phát biểu vào cuối tháng 3 tại Washington.
Vào thời điểm đó, Baldwin không công khai với công chúng về xu hướng tính dục của mình. Mặc dù các tiểu thuyết của ông, đặc biệt là Giovanni's Room và Just Above My Head, có các nhân vật và mối quan hệ đồng tính công khai, nhưng bản thân Baldwin chưa bao giờ công khai thiên hướng giới tính của mình. Trong cuốn sách của mình, Kevin Mumford chỉ ra cách Baldwin đã trải qua cuộc đời của mình "trôi qua một cách bình lặng, thay vì đối đầu với những người đồng tính mà anh đã vận động chống lại sự phân biệt chủng tộc".
Sau khi một quả bom phát nổ tại một nhà thờ ở Birmingham ba tuần sau tháng Ba ở Washington, Baldwin đã kêu gọi một chiến dịch bất tuân dân sự trên toàn quốc để đối phó với "cuộc khủng hoảng kinh hoàng" này. Ông đến Selma, Alabama, nơi SNCC đã tổ chức một cuộc vận động đăng ký cử tri; ông quan sát những bà mẹ có con nhỏ, đàn ông và phụ nữ lớn tuổi đứng xếp hàng dài trong nhiều giờ, khi các đại biểu có vũ trang và lính nhà nước đứng bên cạnh — hoặc can thiệp để đập vỡ máy ảnh của phóng viên, hoặc dùng chất kích thích gia súc với các nhân viên SNCC. Sau một ngày quan sát, ông diễn thuyết trong một nhà thờ đông người, đổ lỗi cho Washington - "những người da trắng tốt bụng trên đồi". Trở về Washington, ông nói với một phóng viên của New York Post rằng chính phủ liên bang có thể bảo vệ người da đen — họ có thể gửi quân đội liên bang vào miền Nam. Ông đổ lỗi cho quân đội của Kennedy vì đã không hành động.:191, 195–98 Tháng 3 năm 1965, Baldwin tham gia cùng những người tuần hành đi bộ 50 dặm từ Selma, Alabama, đến thủ đô ở Montgomery dưới sự bảo vệ của quân đội liên bang.:236
Tuy nhiên, ông bác bỏ danh hiệu "nhà hoạt động dân quyền", rằng ông đã tham gia một phong trào dân quyền; thay vào đó, ông đồng ý với tuyên bố của Malcolm X rằng một công dân không cần phải đấu tranh cho quyền công dân của mình. Trong cuộc phỏng vấn năm 1964 với Robert Penn Warren cho cuốn sách Who Speaks for the Negro?, Baldwin bác bỏ ý kiến cho rằng phong trào dân quyền là một cuộc cách mạng toàn diện, thay vào đó gọi nó là "một cuộc cách mạng rất đặc biệt, bởi vì nó phải ... có mục đích là thành lập một liên minh, và dẫn tới một ... sự thay đổi căn bản trong người Mỹ, lối sống của người Mỹ ... không chỉ áp dụng cho người da đen mà còn cho mọi công dân của đất nước." Trong một bài phát biểu năm 1979 tại UC Berkeley, ông gọi nó là "cuộc nổi loạn mới nhất của người nô lệ".
Năm 1968, Baldwin ký vào bản cam kết "Writers and Editors War Tax Protest", thề từ chối nộp thuế để phản đối chiến tranh Việt Nam.

### Tài nguyên lưu trữ
- Các bản thảo và ghi chép đầu tiên của James Baldwin, 1941–1945 Lưu trữ ngày 21 tháng 5 năm 2013 tại Wayback Machine, Thư viện Beinecke của Đại học Yale
- Ghi chép của James Baldwin, Manuscripts, Archives and Rare Books Division, Schomburg Center for Research in Black Culture, New York Public Library.
- Gerstner, David A. Queer Pollen: White Seduction, Black Male Homosexuality, and the Cinematic. University of Illinois Press, 2011. Chương 2.
- Thư gửi David Moses tại Stuart A. Rose Manuscript, Archives, and Rare Book Library
- Phỏng vấn James Baldwin, tài liệu lưu trữ bởi Princeton University Library Special Collections